# Windows Genuine Advantage
Windows Genuine Advantage (WGA) är en Internet-baserad applikation från Microsoft som kontrollerar om en dators version av Microsoft Windows är original (äkta) eller en illegal kopia. I Windows 7 heter applikationen Windows Activation Technologies. Applikationen består av två komponenter, en som går att installera och kallas "WGA Notifications" och som körs varje gång en inloggning på datorn sker, samt en ActiveX-plugin som kontrollerar Windows-licensen vid nedladdning av vissa uppdateringar från Microsoft Download Center eller Windows Update.
Kontroll sker via Internet mot Microsoft-server, innan uppdatering av datorns programvara från Microsoft. Windows Genuine Advantage (WGA) installeras som ett ActiveX-plugin (tilläggsprogram) till Internet Explorer, men finns idag även att få till Mozilla Firefox. 
Det finns också ett liknande program som validerar "äktheten" på Microsoft Office-installationer.
Programmet har stämts för att ha varit ett spionprogram Därför har Microsoft publicerat en artikel för avaktivering/avinstallering av WGA.

## Funktion
Applikationen validerar installationen av Windows och dess licensnyckel mot hårdvaran i datorn och bestämmer utifrån detta om Windows är giltig eller förfalskad. Nedan följer möjliga händelseförlopp:
- Vid första besöket och uppdateringen mot Windows Update eller Microsoft Download Center får användaren av datorn ett meddelande som kräver att användaren laddar ned ett ActiveX-plugin som kontrollerar Windows. Om verifieringen blivit godkänd, sparas information på datorn för framtida verifieringar.
- Efter en godkänd verifiering laddas begärda uppdateringar eller liknande ned.
- Om verifieringen ej godkänns till följd av att licensen för Windows ej är giltig, kommer applikationen visa ett speciellt meddelande och låser möjligheten att ladda ned vissa uppdateringar från Microsoft. Applikationen ändrar också Windows-bakgrunden till svart och visar ett meddelande på skärmen som varnar för förfalskad programvara.

## Data som samlas in
Följande information samlas in av Microsoft genom Windows Genuine Advantage:
- Datornamn och modell
- BIOS-information
- MAC adress
- GUID
- Hårddiskens serienummer
- Version av Windows
- Licensnycklar för Windows eller Microsoft Office